# Anii 990
Secole: Secolul al IX-lea - Secolul al X-lea - Secolul al XI-lea
Decenii: Anii 940 Anii 950 Anii 960 Anii 970 Anii 980 - Anii 990 - Anii 1000 Anii 1010 Anii 1020 Anii 1030 Anii 1040
Ani: 990 | 991 | 992 | 993 | 994 | 995 | 996 | 997 | 998 | 999